# Every Little Thing She Does Is Magic
"Every Little Thing She Does Is Magic" é uma canção de rock lançada em 1981 pela banda The Police, que faz parte do seu álbum Ghost in the Machine.

## Faixas
1. "Every Little Thing She Does Is Magic" - 3:58
2. "Flexible Strategies" - 3:44

## Créditos
- Sting - vocal e contra-baixo
- Andy Summers - guitarras
- Stewart Copeland - bateria
- Jean Roussel - piano, sintetizador

## Desempenho nas paradas musicais
| Parada musical (1981-1982)                      | Melhor posição |
| ----------------------------------------------- | -------------- |
| Austrália - Australian ARIA Singles Chart       | 2              |
| Países Baixos - Dutch Singles Chart             | 1              |
| Noruega - VG-lista -                            | 5              |
| Nova Zelândia - New Zealand RIANZ Singles Chart | 7              |
| Reino Unido - UK Singles Chart                  | 1              |